# Iouri Libedinski
Iouri Nikolaïevitch Libedinski (Ю́рий Никола́евич Либеди́нский) (originellement Lebidinski Лебединский, 1898-1959), est un écrivain, journaliste, commissaire politique et correspondant de guerre soviétique.

## Biographie
Libedinski naît le 28 novembre/10 décembre 1898 à Odessa dans une famille juive. Son père, Nathan (dit Nikolaï) Liberovitch Lebedinski (1868-1920), élevé à Kherson, est diplômé de l'université d'Iéna et de la faculté de médecine de l'université germanophone de Dorpat: il exerce comme pédiatre dans le privé. Sa mère, Tatiana Vladimirovna Lebedinskaïa, née Toïba Wulfovna Nahimsohn (1870-1941), est dentiste. Iouri passe son enfance dans l'Oural, où son père s'est installé en 1901 pour travailler dans un hôpital près de la mine de Miass. Pendant la guerre russo-japonaise, il travaille dans un hôpital militaire puis est évacué à Miass. En 1909, la famille déménage à Tcheliabinsk, où le couple s'installe dans le privé. En 1910, le futur écrivain commence ses études secondaires à la Realschule (lycée moderne) de la ville. En 1916, le père est nommé à Oufa dans un hôpital militaire et après la Révolution de Février la famille retourne à Tcheliabinsk, où, dès 1919, le père dirige le service sanitaire du département provincial de la santé. À l'automne 1919-hiver 1920, il est membre de la « troïka » de la commission extraordinaire de lutte contre la typhoïde pendant l'épidémie de typhus dans l'Oural et en Sibérie. Dix-neuf hôpitaux et douze hôpitaux spécialisés contre l'épidémie sont déployés à Tcheliabinsk. Nikolaï Lebedinski meurt lui-même du typhus en janvier 1920.
Iouri termine ses études secondaires en 1918 à Tcheliabinsk. Il participe tout de suite à la guerre civile russe du côté des rouges dans l'Oural en tant que jeune commissaire politique. Il publie un poème satirique en 1919, intitulé L'Éclaireur gris («Серый Патфиндер»). Il retourne à l'automne 1920 à Tcheliabinsk où il sert dans le département politique du bureau provincial d'enregistrement et d'enrôlement militaire et travaille pour le journal Sovietskaïa pravda (plus tard Le Travailleur de Tcheliabinsk). Il devient membre du parti communiste de Russie (bolchéviques) dès 1920. En 1921, il est envoyé à Ekaterinbourg pour former les futurs commissaires politiques de l'armée rouge. Jusqu'en 1923, il enseigne à l'école supérieure militaire des communications de Moscou, puis il travaille comme tourneur-fraiseur à l'usine électromécanique Lénine de Moscou.
Iouri Libedinski a fait ses premiers pas en littérature dès le lycée, participant au journal littéraire de l'établissement, puis écrivant des récits sous le pseudonyme de Iou. Logan qui sont publiés dans la presse locale à partir de 1921. En 1928, Libedinski s'installe à Léningrad où il dirige une organisation d'écrivains, surveillant leur conformité idéologique. Il devient un membre actif de différents groupes: Octobre, Association des écrivains prolétariens de Moscou ; il est un des dirigeants de l'Association russe des écrivains prolétariens (RAPP). En 1934, il préside la commission centrale de révision de l'Union des écrivains soviétiques. Il retourne en 1936 à Moscou.
En pleine répression stalinienne, il est exclu en juin 1937 du parti communiste, pour déviation trotskiste ; mais il est blanchi et retourne au parti en 1939.
Pendant la Grande Guerre patriotique (1941-1945), il s'engage, puis devient correspondant de guerre pour différents journaux du front, comme Le Combattant rouge, L'Étoile rouge. Il a le grade de major. Il est blessé en 1942 et se retrouve à l'hôpital où il fait connaissance avec sa quatrième et dernière épouse, Lydia Tolstoï. Il retourne ensuite à ses obligations de correspondant de guerre (pour Le Combattant rouge) et il est décoré de la médaille pour la Défense de Moscou en 1944.
En 1947, il est à Vladikavkaz (à l'époque Dzaoudjikaou) où il participe avec d'autres écrivains à la traduction de l'ossète en russe de l'Épopée narte. Il fait des recherches sur la littérature des peuples du Caucase du Nord, notamment de Kabardie et d'Ossétie.
Le nom de Iouri Libedinski commence à être connu avec la publication en 1922 de sa nouvelle La Semaine («Неделя») qui est remarquée par Alexandre Voronski et qui traite des événements révolutionnaires à Tcheliabinsk. Il est l'auteur de la nouvelle Les Commissaires («Комиссары», 1925) ; des romans Demain («Завтра», 1923), Virage («Поворот», 1927), La Naissance d'un héros («Рождение героя», 1930), Batach et Bataï («Баташ и Батай», 1940-1941]), d'essais et de récits sur la guerre, ainsi que d'un livre pour la jeunesse, Éducation de l'esprit («Воспитание души», 1962), et de livres de Mémoires : Les Contemporains («Современники», 1958) et Le Lien des temps («Связь времён», 1962 post mortem).
En 1927, il prend part à la rédaction du roman collectif, Les Grands Incendies (Большие пожары), publié par le journal Ogoniok.
Il meurt d'une attaque cardiaque le 24 novembre 1959. Il est enterré au cimetière de Novodievitchi (8e division).

## Famille
- Sœur : Rachel Nikolaïevna Lebedinskaïa (1902-1989), professeur associé à la chaire des fondements du marxisme-léninisme de la faculté d'histoire de l'université de Léningrad (son fils est docteur en sciences chimiques, le professeur Gueli Emilievitch Elkine).
- Frère : Lev Lebidinski, musicologue.
- Première épouse (1922-1928) : Marianna Anatolievna Guérassimova (1901-1944, elle s'est suicidée après avoir été libérée d'un camp de travail pénitentiaire où elle était incarcérée), en 1923-1930, elle travaillait pour la Guépéou ayant atteint un grade élevé en 1928-1930 ; elle est la cousine germaine de Sergueï Guerassimov[6] et la sœur de la femme de lettres Valéria Guérassimova qui a été mariée à l'écrivain communiste Alexandre Fadeïev et à l'écrivain Boris Levine.
- Deuxième épouse (1930-1939) : l'actrice Maria Bergholtz (1912-2003), sœur de la poétesse Olga Bergholtz.
  - Fils : Mikhaïl Iourievitch Lebidinski (1931-2006), historien et économiste.
- Troisième épouse (1940-1942) : Olga Neklioudova[7], écrivain pour l'enfance et la jeunesse ; elle se met en ménage ensuite avec l'écrivain Varlam Chalamov, juste sorti du Goulag et d'opinions totalement opposées à Libedinski (1956-1965).
  - Fils : Sergueï Neklioudov, folkloriste[8].
- Quatrième épouse (1942-1959) : Lydia Tolstoï, écrivain.
  - Fille : Tatiana Iourievna (née en 1943), philologue, épouse du poète Igor Gubermann.
  - Fille : Lidia Iourievna (née en 1944), rédactrice, compagne du linguiste Gueorgui Lesskis.
  - Fille : Nina Iourievna (née en 1952), linguiste, épouse du rabbin Grigori Tsvi Patlas
  - Fils : Alexandre Iourievitch (1948-1990), ingénieur, ancien époux de l'actrice de théâtre Natalia Jouravliova et gendre de l'acteur Dmitri Jouravliov, artiste du Peuple d'URSS.
  - Fille adoptive : Maria Iourievna Libedinskaïa (née en 1939), épouse du poète Alexandre Govorov.
- Il a aussi une fille, Natalia Lvovna Ivzekova, épouse Krylova (née en 1930) d'une liaison avec Tatiana Ivzekova ; elle était professeur associé en sciences pédagogiques, professeur de russe.

## Œuvres
- 1931 — «Сочинения. Т. 1-2» [Œuvres. Tomes I-2]. Moscou, éd. ОГИЗ-ГИХЛ
- 1958 — «Избранные произведения в 2 томах» [Œuvres choisies en deux tomes]. Moscou, éd. Гослитиздат
- 1972 — «Избранное в 2 томах» [Œuvres choisies en deux tomes]. Moscou, éd. Художественная литература.
- 1980 — «Избранные произведения в 2 томах» [Œuvres choisies en deux tomes]. Moscou, éd. Художественная литература
- 1923 — «Неделя» [La Semaine], nouvelle
- 1924 — «Завтра» [Demain], éd. Молодая гвардия [Jeune Garde], Léningrad-Moscou. (décrit la déception de l'auteur à propos de la NEP)
- 1926 — «Комиссары» [Les Commissaires], Léningrad (adapté à l'écran en 1969).
- 1927 — «Учеба, творчество и самокритика» [Études, œuvre et autocritique]. Moscou
- 1929 — «Поворот» [Tournant]. Roman. Livre I.
- 1930 — «Рождение героя» [La Naissance d'un héros] (le refus de Libedinski d'idéaliser la figure du travailleur du parti suscita de vives critiques)
- 1930 — «Высоты» [Hauteurs]. Drame. Léningrad.
- 1933 — «Накануне» [La Veille]
- 1933 — «Рассказы товарищей» [Les Récits du camarade]. Moscou
- 1940 — «Баташ и Батай» [Batach et Bataï]. Moscou.
- 1943 — «Гвардейцы» [Les Gardes]. Moscou.
- 1946 — «Пушка Югова» [Le Canon de Iougov]. Magadan
- 1947 — «Горы и люди» [Monts et Gens], Moscou, éd. Советский писатель [L'Écrivain soviétique]
- 1950 — «Они стали гвардейцами» [Ils sont devenus gardes]
- 1952 — «Зарево» [Lueur d'incendie]
- 1956 — «Сын партии» [Le Fils du parti]. Moscou. (en collaboration avec E.O. Blok)
- 1957 — «Утро Советов» [Le Matin des Soviets], Moscou.
- 1958 — «Современники» [Les Contemporains]. Moscou.
- 1962 — «Связь времён» [Les Liens des temps]. Souvenirs. Parution post mortem
- 1963 — «Дела семейные» [Affaires familiales]. Moscou. Parution post mortem

## Distinctions
- Ordre du Drapeau rouge du Travail (1958)
- Médaille pour la Défense de Moscou (2 août 1944)
- Médaille pour la victoire sur l'Allemagne dans la Grande Guerre patriotique (1945)